# إيمان مسعود
إيمان مسعود هي ممثلة مصرية تخرجت من قسم التمثيل والإخراج بالمعهد العالي للفنون المسرحية وشاركت في عدد من الأعمال التليفزيونية ثُم اعتزلت التمثيل منذ عام 2012، وهي ابنة الممثّل المصريّ الراحل محمود مسعود.

## مسيرتها الفنية
اهتمت إيمان مسعود بالفن في سن مبكرة وبدأت مشوارها الفني بالإخراج والتمثيل على مسرح الجامعة أثناء فترة دراستها بالمعهد العالي للفنون المسرحية، وكانت بداية مسيرتها الفنية الحقيقية في عام 1994 حين شاركت في حلقات مسلسل «سر الأرض»، ثُم توالت أعمالها في المسرح والدراما التليفزيونيّة العربية لتشارك بعد ذلك في أعمال تليفزيونيّة كان من أبرزها دورها في مسلسل «لدواعي أمنية»، ودورها في مسلسل «شمس الأنصاري»، ومنذ عام 2012 اعتزلت إيمان مسعود التمثيل وتفرغت لتربية ابنتها وكان آخر ظهور لها على الشاشة في الجزء الأول من مسلسل «حكايات بنات» الذي عُرض في عام 2012.

## أعمالها
| سنة العرض | اسم العمل                 | نوع العمل | الدور                 |
| --------- | ------------------------- | --------- | --------------------- |
| 2012      | حارة خمس نجوم             | مسلسل     |                       |
| 2012      | حكايات بنات (الجزء الأول) | مسلسل     | سميحة                 |
| 2012      | شمس الأنصاري              | مسلسل     |                       |
| 2010      | سنوات الحب والملح         | مسلسل     | نفوسة                 |
| 2007      | قيود من نار               | مسلسل     | فردوس                 |
| 2006      | أعيدوا صباحي              | مسلسل     |                       |
| 2006      | الإمام المراغي            | مسلسل     | مسعدة زوجة الشيخ نجيب |
| 2006      | عيون تائهة                | مسلسل     |                       |
| 2006      | ومضى عمري الأول           | مسلسل     |                       |
| 2004      | ملح الأرض                 | مسلسل     |                       |
| 2003      | بيت من قطعتين             | مسلسل     |                       |
| 2003      | عاصفة الشك                | مسلسل     |                       |
| 2002      | لدواعي أمنية              | مسلسل     | فاطمة                 |
| 2001      | يعود الماضي يعود          | مسلسل     |                       |
| 2000      | حلم آخر الليل             | مسلسل     | زوجة سعد              |
| 2000      | دنيا عجب                  | مسلسل     | معتزة                 |
| 2000      | سوق الرجالة               | مسلسل     |                       |
| 2000      | ليلة مقتل العمدة          | مسلسل     |                       |
| 1999      | أشيك واد في روكسي         | فيلم      | أمينة                 |
| 1999      | الإعصار                   | مسلسل     |                       |
| 1999      | على الحلوة والمرة         | مسلسل     |                       |
| 1998      | الإمام الترمذي            | مسلسل     | صبح                   |
| 1997      | الدوائر المغلقة           | مسلسل     | داليا                 |
| 1996      | أشواك الحب (الجزء الثاني) | مسلسل     |                       |
| 1994      | سر الأرض                  | مسلسل     |                       |

## روابط خارجية
- صفحة الممثلة على موقع قاعدة بيانات الأفلام العربية